# کربن دی‌سلنید
کربن دی‌سلنید (به انگلیسی: Carbon diselenide) با فرمول شیمیایی CSe۲ یک ترکیب شیمیایی است. که جرم مولی آن ۱۶۹٫۹۳ g/mol می‌باشد. شکل ظاهری این ترکیب، مایع زرد است.